# Batolec duhový
Batolec duhový (Apatura iris) je nápadný druh denních motýlů z čeledi babočkovití. Je zajímavý tím, že podle úhlu dopadu slunečního světla se barva jeho křídel mění z hnědé přes fialovou až na jasně kovově modrou a zpět.

## Rozšíření
Je rozšířený téměř v celé Eurasii. Zřídka vystupuje do nadmořských výšek nad 1200 m n. m. Více na východ je hojnějším druhem denních motýlů, směrem na západ je vzácnější. V Česku je rozšířen po celém území, ale není hojný.

## Způsob života
V přírodě lze vidět batolce od června do srpna. Létá hlavně na lesních cestách, na okrajích smíšených lesů, ve vlhkých údolích a na zarostlých pasekách. Ráno létá pomaleji, přičemž rád sedá na zdechliny, trus zvířat, hnijící ovoce a celkově mokrá místa, hlavně okolo kaluží a mokřin. Přitahuje ho i lidský pot, a proto si někdy sedá i na upocené ruce. Později, v odpoledních hodinách, poletuje v korunách stromů. Protože žije skrytě, lze jej vidět jen zřídka. U samečka je vidět jistý stupeň teritoriálního chování, proto na místě jeho výskytu obvykle nacházíme jen jeden exemplář. Pokud ho ulovíme, po relativně krátkém čase jeho místo „obsadí“ jiný jedinec. Obvykle vidíme jen samečky, protože samičky se zdržují výš v korunách převážně listnatých stromů. Létají málo a to převážně v odpoledních hodinách. Někdy vydrží sedět celé hodiny v koruně stromu.

## Popis

### Vajíčko
Samička klade vajíčka na listy živných rostlin, hlavně vrb. Vajíčka jsou olivově-zelená, až žlutavá, válcovitého tvaru.

### Housenka

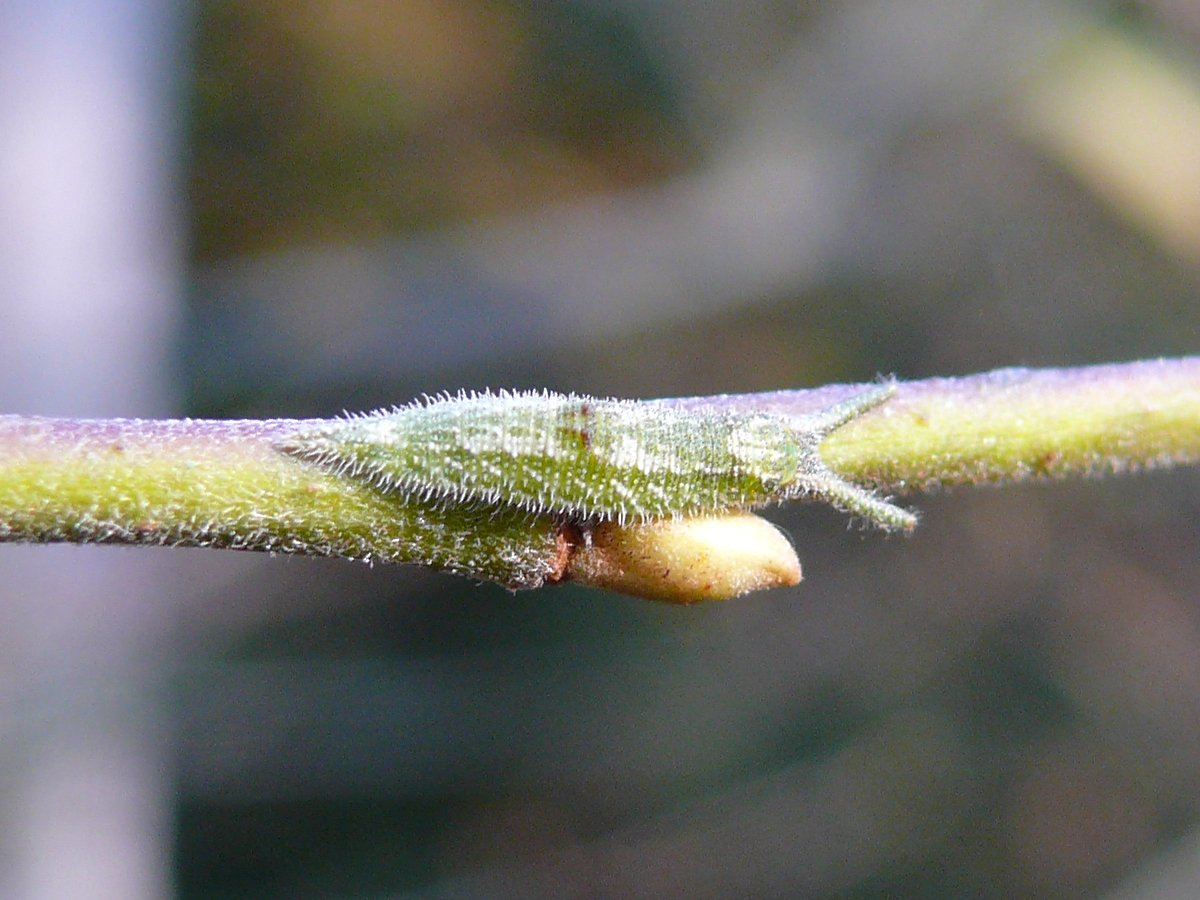
Mladá housenka

Housenka se vyvíjí od července na vrbě jívě, vrbě popelavé, vrbě ušaté, vrbě křehké a taky na osice. Přezimuje ve 2. larválním instaru, kdy je asi 1 cm dlouhá a je zbarvena černohnědě. V tomto období je obvykle připředená k větvičce nebo listu. V dubnu začne být znovu aktivní a svléká se. Po tomto svlečení je zelená, žlutě zrnitá, se šikmými žlutými pruhy na bocích, modrými výrůstky na hlavě a dvěma červenými hroty na análním článku zadečku. Housenka 5. instaru (po 4. svlékání) se zakuklí, většinou v červnu, pod listy, zavěšená hlavou dolů.

### Kukla
Kukla je bledě zelená s dvěma hroty na hlavě. Zpravidla bývá přichycená za kremaster.

### Dospělec
Dospělec je velký motýl s rozpětím křídel 52–70 mm. Má hnědě zbarvená křídla ozdobená bílými skvrnami a pásky. Spodní strana křídel je červenohnědá s bílými pásky a modrým, černě lemovaným očkem. Sameček má kovově modro-fialové zbarvení vrchní strany křídel, které se mění podle toho, jak na ně dopadá světlo. Samičce toto zbarvení chybí a bývá obvykle většího vzrůstu.

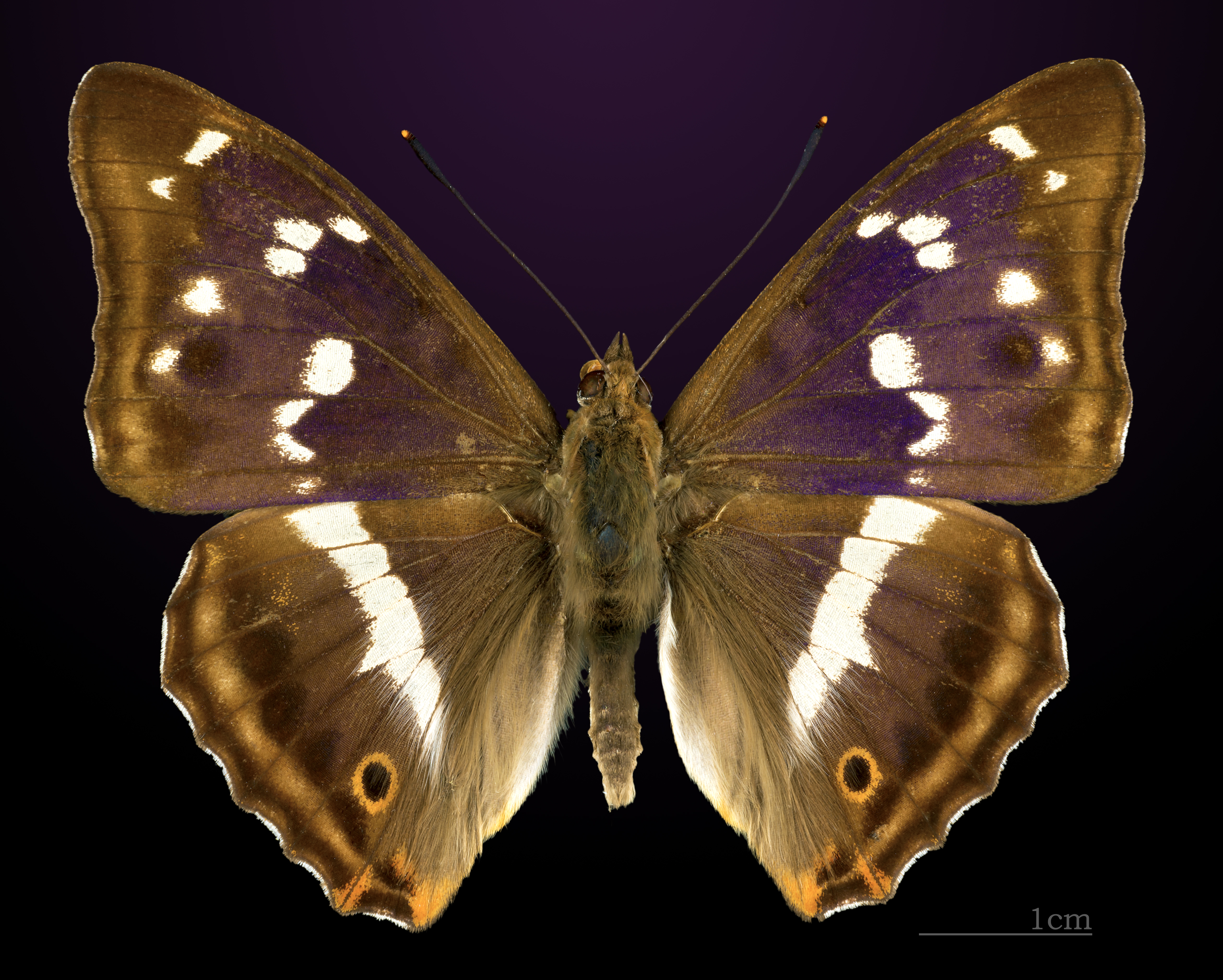
Batolec duhový
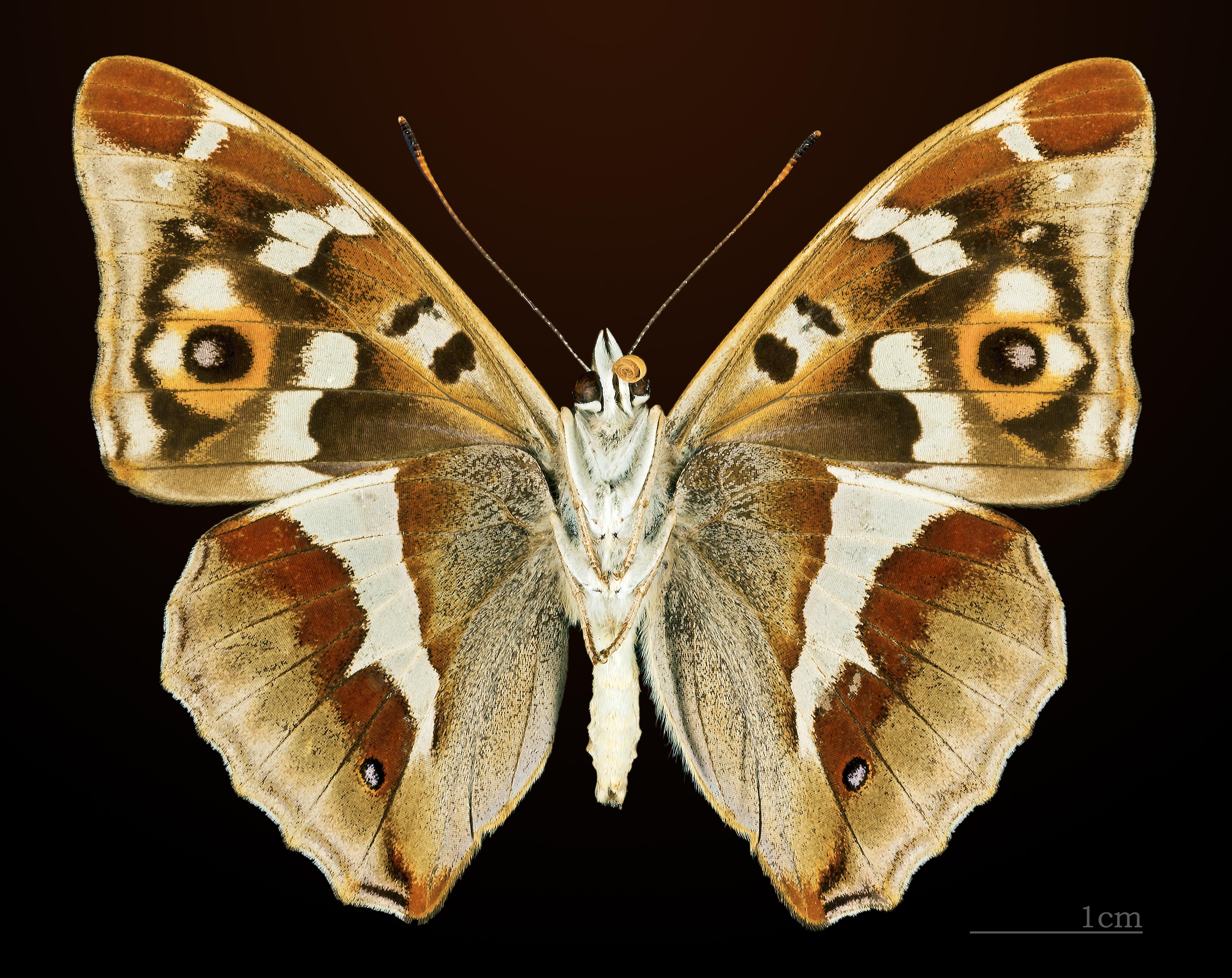
△ Batolec duhový

## Ochrana druhu
I když je v České republice chráněný zákonem jako ohrožený druh, tak pokud nedojde k omezení počtu jeho vhodných biotopů, nehrozí v nejbližší době jeho vymizení. Jeho areál rozšíření ve světe je dosud velký.